# Onze-Lieve-Vrouw Lichtmiskapel

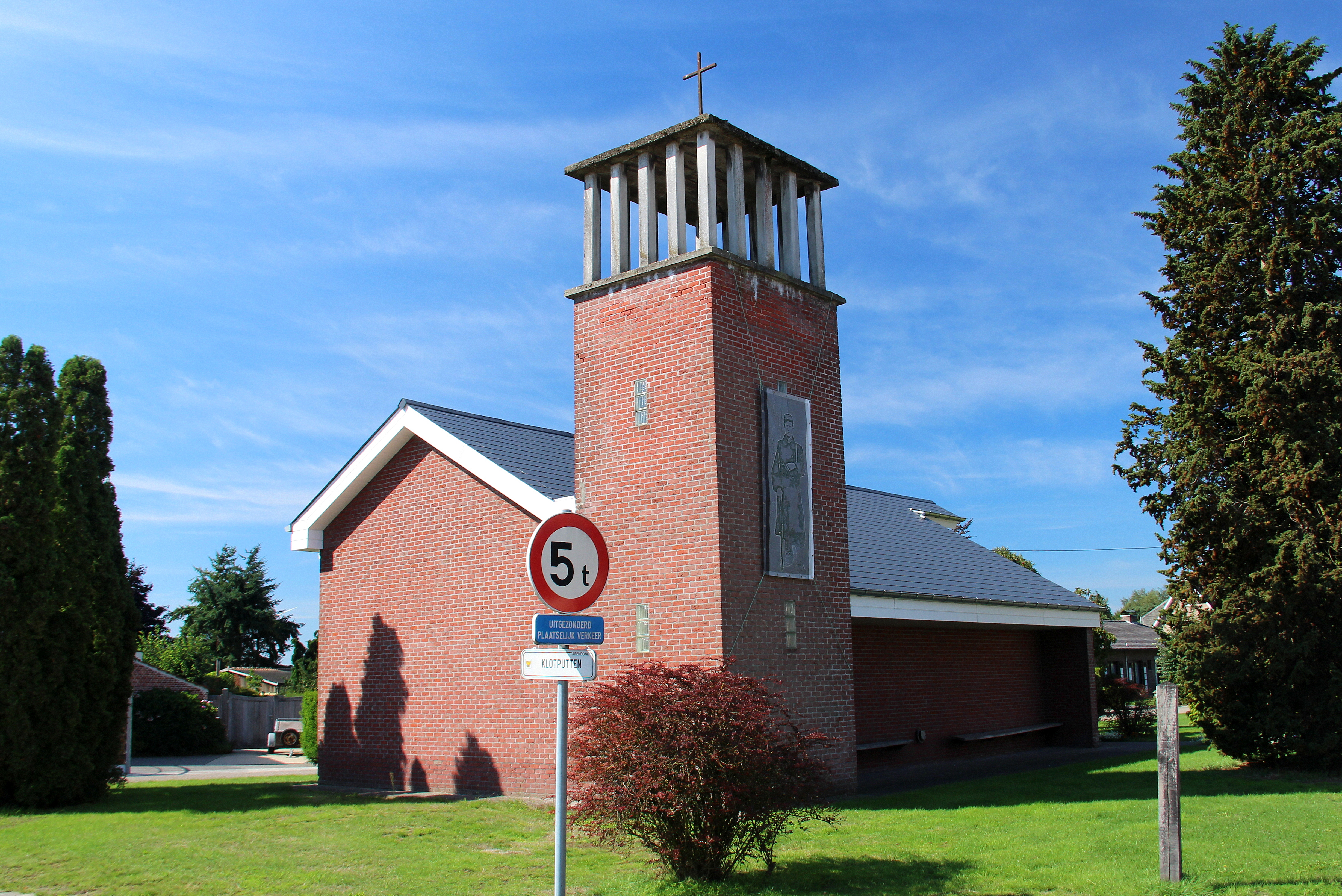
Onze-Lieve-Vrouw Lichtmiskapel

De Onze-Lieve-Vrouw Lichtmiskapel (of: Kapel van Berendonk) is een kerkje in de tot de Antwerpse gemeente Arendonk behorende plaats Berendonk, gelegen aan Berendonk.
Op deze plaats, waar eerder al een kapel stond, werd in 1965-1967 een kerkje gebouwd naar ontwerp van Jan Keustermans. Het is een naar het noordwesten georiënteerd rechthoekig bakstenen gebouw met een toren die rechts van de westgevel is geplaatst en een inspringend portaal.
De koorwand toont een fresco, voorstellende de Opdracht van Jezus in de Tempel.